# Llista d'asteroides/197001-197100
| Nom      | Designació provisional | Data de descobriment | Lloc de descobriment | Descobridor/s |
| -------- | ---------------------- | -------------------- | -------------------- | ------------- |
| 197001 - | 2003 UH96              | 18 d'octubre de 2003 | Kitt Peak            | Spacewatch    |
| 197002 - | 2003 UV96              | 19 d'octubre de 2003 | Socorro              | LINEAR        |
| 197003 - | 2003 UN97              | 19 d'octubre de 2003 | Kitt Peak            | Spacewatch    |
| 197004 - | 2003 UT97              | 19 d'octubre de 2003 | Kitt Peak            | Spacewatch    |
| 197005 - | 2003 UY97              | 19 d'octubre de 2003 | Kitt Peak            | Spacewatch    |
| 197006 - | 2003 UZ97              | 19 d'octubre de 2003 | Kitt Peak            | Spacewatch    |
| 197007 - | 2003 UB99              | 19 d'octubre de 2003 | Kitt Peak            | Spacewatch    |
| 197008 - | 2003 UO100             | 19 d'octubre de 2003 | Haleakala            | NEAT          |
| 197009 - | 2003 UZ100             | 20 d'octubre de 2003 | Palomar              | NEAT          |
| 197010 - | 2003 UB101             | 20 d'octubre de 2003 | Palomar              | NEAT          |
| 197011 - | 2003 UC101             | 20 d'octubre de 2003 | Palomar              | NEAT          |
| 197012 - | 2003 UG102             | 20 d'octubre de 2003 | Socorro              | LINEAR        |
| 197013 - | 2003 UU102             | 20 d'octubre de 2003 | Kitt Peak            | Spacewatch    |
| 197014 - | 2003 UC103             | 20 d'octubre de 2003 | Kitt Peak            | Spacewatch    |
| 197015 - | 2003 UD103             | 20 d'octubre de 2003 | Kitt Peak            | Spacewatch    |
| 197016 - | 2003 UY104             | 18 d'octubre de 2003 | Kitt Peak            | Spacewatch    |
| 197017 - | 2003 UL105             | 18 d'octubre de 2003 | Kitt Peak            | Spacewatch    |
| 197018 - | 2003 UL106             | 18 d'octubre de 2003 | Kitt Peak            | Spacewatch    |
| 197019 - | 2003 US107             | 19 d'octubre de 2003 | Kitt Peak            | Spacewatch    |
| 197020 - | 2003 UV107             | 19 d'octubre de 2003 | Kitt Peak            | Spacewatch    |
| 197021 - | 2003 UR112             | 20 d'octubre de 2003 | Socorro              | LINEAR        |
| 197022 - | 2003 UY113             | 20 d'octubre de 2003 | Socorro              | LINEAR        |
| 197023 - | 2003 UZ114             | 20 d'octubre de 2003 | Kitt Peak            | Spacewatch    |
| 197024 - | 2003 UG116             | 21 d'octubre de 2003 | Socorro              | LINEAR        |
| 197025 - | 2003 UX120             | 18 d'octubre de 2003 | Kitt Peak            | Spacewatch    |
| 197026 - | 2003 UY122             | 19 d'octubre de 2003 | Palomar              | NEAT          |
| 197027 - | 2003 UA124             | 20 d'octubre de 2003 | Palomar              | NEAT          |
| 197028 - | 2003 UJ124             | 20 d'octubre de 2003 | Palomar              | NEAT          |
| 197029 - | 2003 UA125             | 20 d'octubre de 2003 | Kitt Peak            | Spacewatch    |
| 197030 - | 2003 UM126             | 20 d'octubre de 2003 | Palomar              | NEAT          |
| 197031 - | 2003 UK128             | 21 d'octubre de 2003 | Palomar              | NEAT          |
| 197032 - | 2003 UZ129             | 18 d'octubre de 2003 | Palomar              | NEAT          |
| 197033 - | 2003 UB131             | 19 d'octubre de 2003 | Palomar              | NEAT          |
| 197034 - | 2003 UP131             | 19 d'octubre de 2003 | Palomar              | NEAT          |
| 197035 - | 2003 UG132             | 19 d'octubre de 2003 | Palomar              | NEAT          |
| 197036 - | 2003 UQ132             | 19 d'octubre de 2003 | Palomar              | NEAT          |
| 197037 - | 2003 UG133             | 20 d'octubre de 2003 | Palomar              | NEAT          |
| 197038 - | 2003 UC134             | 20 d'octubre de 2003 | Palomar              | NEAT          |
| 197039 - | 2003 UH134             | 20 d'octubre de 2003 | Palomar              | NEAT          |
| 197040 - | 2003 UO135             | 21 d'octubre de 2003 | Anderson Mesa        | LONEOS        |
| 197041 - | 2003 UP135             | 21 d'octubre de 2003 | Palomar              | NEAT          |
| 197042 - | 2003 UW135             | 21 d'octubre de 2003 | Palomar              | NEAT          |
| 197043 - | 2003 UD137             | 21 d'octubre de 2003 | Socorro              | LINEAR        |
| 197044 - | 2003 UZ137             | 21 d'octubre de 2003 | Socorro              | LINEAR        |
| 197045 - | 2003 UC139             | 16 d'octubre de 2003 | Palomar              | NEAT          |
| 197046 - | 2003 UE140             | 16 d'octubre de 2003 | Anderson Mesa        | LONEOS        |
| 197047 - | 2003 UN140             | 16 d'octubre de 2003 | Anderson Mesa        | LONEOS        |
| 197048 - | 2003 UO140             | 16 d'octubre de 2003 | Anderson Mesa        | LONEOS        |
| 197049 - | 2003 UT141             | 18 d'octubre de 2003 | Anderson Mesa        | LONEOS        |
| 197050 - | 2003 UW142             | 18 d'octubre de 2003 | Anderson Mesa        | LONEOS        |
| 197051 - | 2003 UD143             | 18 d'octubre de 2003 | Anderson Mesa        | LONEOS        |
| 197052 - | 2003 UK145             | 18 d'octubre de 2003 | Anderson Mesa        | LONEOS        |
| 197053 - | 2003 UH147             | 18 d'octubre de 2003 | Anderson Mesa        | LONEOS        |
| 197054 - | 2003 UH149             | 20 d'octubre de 2003 | Socorro              | LINEAR        |
| 197055 - | 2003 UC150             | 20 d'octubre de 2003 | Socorro              | LINEAR        |
| 197056 - | 2003 UJ150             | 20 d'octubre de 2003 | Socorro              | LINEAR        |
| 197057 - | 2003 UC151             | 21 d'octubre de 2003 | Kitt Peak            | Spacewatch    |
| 197058 - | 2003 UV152             | 21 d'octubre de 2003 | Socorro              | LINEAR        |
| 197059 - | 2003 UZ153             | 19 d'octubre de 2003 | Kitt Peak            | Spacewatch    |
| 197060 - | 2003 UK154             | 20 d'octubre de 2003 | Palomar              | NEAT          |
| 197061 - | 2003 UN157             | 20 d'octubre de 2003 | Palomar              | NEAT          |
| 197062 - | 2003 UU157             | 20 d'octubre de 2003 | Kitt Peak            | Spacewatch    |
| 197063 - | 2003 UO158             | 20 d'octubre de 2003 | Kitt Peak            | Spacewatch    |
| 197064 - | 2003 UB159             | 20 d'octubre de 2003 | Kitt Peak            | Spacewatch    |
| 197065 - | 2003 UK160             | 21 d'octubre de 2003 | Kitt Peak            | Spacewatch    |
| 197066 - | 2003 UO160             | 21 d'octubre de 2003 | Kitt Peak            | Spacewatch    |
| 197067 - | 2003 UJ161             | 21 d'octubre de 2003 | Anderson Mesa        | LONEOS        |
| 197068 - | 2003 UN162             | 21 d'octubre de 2003 | Socorro              | LINEAR        |
| 197069 - | 2003 UM163             | 21 d'octubre de 2003 | Socorro              | LINEAR        |
| 197070 - | 2003 UN163             | 21 d'octubre de 2003 | Socorro              | LINEAR        |
| 197071 - | 2003 UQ163             | 21 d'octubre de 2003 | Socorro              | LINEAR        |
| 197072 - | 2003 UJ167             | 22 d'octubre de 2003 | Socorro              | LINEAR        |
| 197073 - | 2003 UV168             | 22 d'octubre de 2003 | Socorro              | LINEAR        |
| 197074 - | 2003 UU169             | 22 d'octubre de 2003 | Kitt Peak            | Spacewatch    |
| 197075 - | 2003 UE170             | 22 d'octubre de 2003 | Kitt Peak            | Spacewatch    |
| 197076 - | 2003 UK172             | 20 d'octubre de 2003 | Socorro              | LINEAR        |
| 197077 - | 2003 UR173             | 20 d'octubre de 2003 | Kitt Peak            | Spacewatch    |
| 197078 - | 2003 UT174             | 21 d'octubre de 2003 | Kitt Peak            | Spacewatch    |
| 197079 - | 2003 UU174             | 21 d'octubre de 2003 | Kitt Peak            | Spacewatch    |
| 197080 - | 2003 UY176             | 21 d'octubre de 2003 | Palomar              | NEAT          |
| 197081 - | 2003 UF177             | 21 d'octubre de 2003 | Palomar              | NEAT          |
| 197082 - | 2003 UR177             | 21 d'octubre de 2003 | Palomar              | NEAT          |
| 197083 - | 2003 UY178             | 21 d'octubre de 2003 | Palomar              | NEAT          |
| 197084 - | 2003 UF179             | 21 d'octubre de 2003 | Socorro              | LINEAR        |
| 197085 - | 2003 UK179             | 21 d'octubre de 2003 | Socorro              | LINEAR        |
| 197086 - | 2003 UE182             | 21 d'octubre de 2003 | Palomar              | NEAT          |
| 197087 - | 2003 UG182             | 21 d'octubre de 2003 | Palomar              | NEAT          |
| 197088 - | 2003 UH182             | 21 d'octubre de 2003 | Palomar              | NEAT          |
| 197089 - | 2003 UO182             | 21 d'octubre de 2003 | Palomar              | NEAT          |
| 197090 - | 2003 UV182             | 21 d'octubre de 2003 | Palomar              | NEAT          |
| 197091 - | 2003 UO183             | 21 d'octubre de 2003 | Palomar              | NEAT          |
| 197092 - | 2003 UX183             | 21 d'octubre de 2003 | Palomar              | NEAT          |
| 197093 - | 2003 UY184             | 21 d'octubre de 2003 | Palomar              | NEAT          |
| 197094 - | 2003 UC186             | 22 d'octubre de 2003 | Socorro              | LINEAR        |
| 197095 - | 2003 UW187             | 22 d'octubre de 2003 | Socorro              | LINEAR        |
| 197096 - | 2003 UB189             | 22 d'octubre de 2003 | Kitt Peak            | Spacewatch    |
| 197097 - | 2003 UX189             | 22 d'octubre de 2003 | Kitt Peak            | Spacewatch    |
| 197098 - | 2003 UU190             | 23 d'octubre de 2003 | Anderson Mesa        | LONEOS        |
| 197099 - | 2003 UZ190             | 23 d'octubre de 2003 | Anderson Mesa        | LONEOS        |
| 197100 - | 2003 UA192             | 23 d'octubre de 2003 | Anderson Mesa        | LONEOS        |